# Vara landsfiskalsdistrikt
Vara landsfiskalsdistrikt var 1941–1964 ett landsfiskalsdistrikt i Skaraborgs län, bildat när Sveriges nya indelning i landsfiskalsdistrikt trädde i kraft den 1 oktober 1941, enligt kungörelsen den 28 juni 1941. Detta distrikt bildades av delar av Barne landsfiskalsdistrikt och Viste landsfiskalsdistrikt som hade bildats den 1 januari 1918 när Sveriges första indelning i landsfiskalsdistrikt trädde i kraft. Den 1 januari 1965 avskaffades i Sverige samtliga landsfiskaler och landsfiskalsdistrikt, och deras arbetsuppgifter delades upp på de nyskapade indelningarna polisdistrikt, åklagardistrikt och kronofogdedistrikt.
Landsfiskalsdistriktet låg under länsstyrelsen i Skaraborgs län.

## Ingående områden
Kommunerna Bäreberg, Flakeberg, Levene, Malma, Slädene och Sparlösa hade tidigare tillhört Viste landsfiskalsdistrikt och kommunerna Hällum, Long, Naum, Ryda, Skarstad, Södra Kedum, Önum och Vara köping hade tidigare tillhört Barne landsfiskalsdistrikt. När Sveriges nya indelning i landsfiskalsdistrikt trädde i kraft den 1 januari 1952 (enligt kungörelsen 1 juni 1951) ändrades distriktets indelning genom både kommunreformen 1952 samt införlivande av områden från det upplösta Vedums landsfiskalsdistrikt och överföring av kommunerna Bäreberg, Främmestad och Malma (som uppgått i storkommunen Essunga) till Grästorps landsfiskalsdistrikt.

### Från 1 oktober 1941
Viste härad:
- Bärebergs landskommun
- Främmestads landskommun
- Levene landskommun
- Malma landskommun
- Slädene landskommun
- Sparlösa landskommun

Barne härad:
- Hällums landskommun
- Longs landskommun
- Naums landskommun
- Ryda landskommun
- Skarstads landskommun
- Södra Kedums landskommun
- Vara köping
- Önums landskommun

### Från 1 januari 1952
- Larvs landskommun
- Levene landskommun
- Ryda landskommun
- Vara köping
- Vedums landskommun